# De Moeren (polder)

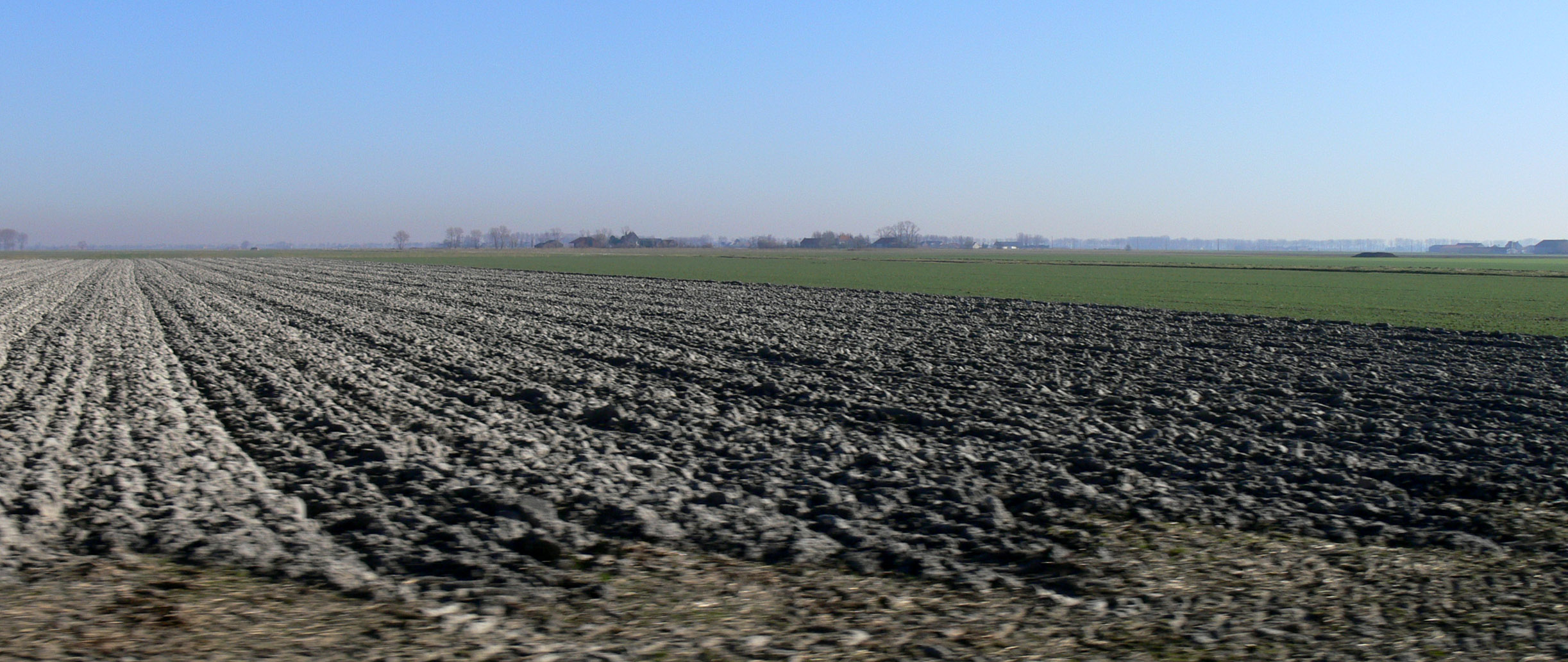
Typisch landschap van de Moeren.

De Moeren is een droogmakerij, gelegen aan de grens tussen België en Frankrijk. Het omvat de deelgemeente De Moeren van Veurne, de deelgemeente De Moeren van de Franse gemeente Gijvelde, en een klein gedeelte van Adinkerke.
Het open landschap vlak bij zee, en de lange rechte weg Moeresteenweg-Wenceslas Cobergherstraat, vormen de ideale locatie voor waaiervorming in wielerkoersen zoals Gent-Wevelgem en Classic Brugge-De Panne.

## Geschiedenis
Aan het einde van de middeleeuwen bestond het gebied van De Moeren uit een laaggelegen moeraslandschap met twee grote poelen, de Kleine en de Grote Moere. Hoe het moeras is ontstaan, is onduidelijk: mogelijk is er in de middeleeuwen turf afgegraven, maar het kan zich ook op natuurlijke wijze gevormd hebben bij duindoorbraken. Begin 17e eeuw toonden de toenmalige heersers over de Zuidelijke Nederlanden, aartshertog Albrecht en aartshertogin Isabella, interesse in een mogelijke drooglegging van het gebied. Niet alleen zou de inpoldering een welkome uitbreiding van het landbouwareaal betekenen, ook stond het moeras negatief bekend als toevluchtsoord voor rovers en verdachten en als bron van diverse ziekten.

### Eerste drooglegging

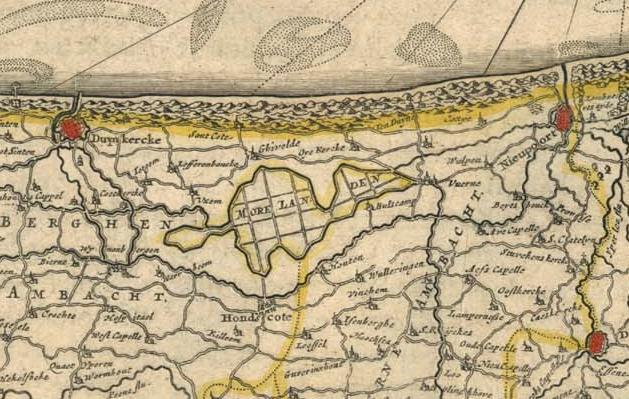
De Moeren tijdens de eerste drooglegging op een kaart van Blaeu (1645)

Onder leiding van Wenzel Cobergher werden de voorbereidingen getroffen voor de daadwerkelijke ontginning. Hij gaf ingenieur Bruno van Kuyck de opdracht het gebied op te meten en in kaart te brengen. In 1619 werd het octrooi voor inpoldering verleend, eerst aan een groep ondernemers en toen die niet wilden, aan Cobergher zelf. In 1620 begon het leegpompen, na het aanleggen van een 8 kilometer lange ringvaart, met daarnaast een dijk. 22 windmolens, eerst met scheprad, later met een schroef van Archimedes, pompten het water weg. In 1622 vielen de eerste delen droog, maar door diverse problemen volgde de definitieve drooglegging pas in 1626. Op 17 december 1627 werd het gebied door koning Filips IV van Spanje vrijgegeven voor de landbouw. Amper negentien jaar daarna werd het gebied door de markies van Lede, Willem Bette, tevergeefs weer onder water gezet als verdediging van de stad Duinkerke, die werd belegerd door koning Lodewijk XIV van Frankrijk.

### Tweede drooglegging

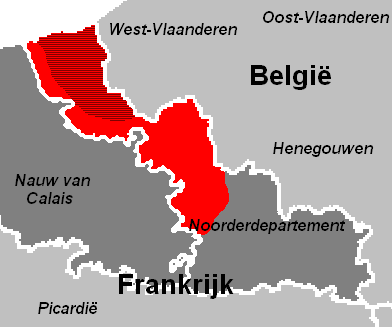
Globaal Frans-Vlaanderen (rood) met daarin het Frans-Nederlandstalige gebied (gearceerd)

Bij de Vrede van Utrecht in 1713 kwam de huidige grens tot stand, die dwars door De Moeren liep, omdat een deel van het gebied van Frans-Vlaanderen dat in 1678 in het Verdrag van Nijmegen bij Frankrijk kwam nu definitief werd afgestaan. Hierdoor werd een hernieuwde drooglegging sterk bemoeilijkt. In 1746 kreeg de Franse graaf d'Hérouville uiteindelijk toestemming het Franse deel van De Moeren droog te maken. Door talloze bezwaren van beide zijden werd echter pas in 1757 daadwerkelijk met de werkzaamheden begonnen. Het water werd ditmaal met hulp van een stoomgemaal dat was uitgerust met een stoommachine van Newcomen weggepompt en via een speciaal afwateringskanaal in zee gespuid. Na twee jaar lag het grootste deel van het gebied opnieuw droog. Enthousiast door dit succes verkreeg d'Hérouville in 1760 toestemming ook het Oostenrijkse deel te ontwateren. In 1766 was ook dit werk voltooid. De verkaveling volgde grotendeels het patroon van de eerste droogmaking door Cobergher. De waterhuishouding werd nu geregeld door veertien windmolens. Nog voordat de kavels goed en wel door de in geldnood verkerende d'Hérouville uitgegeven waren, zorgde een dijkbreuk in 1770 ervoor dat het gebied opnieuw blank kwam te staan. De graaf ging hierdoor failliet en moest zich uit het gebied terugtrekken.

### Derde en vierde drooglegging

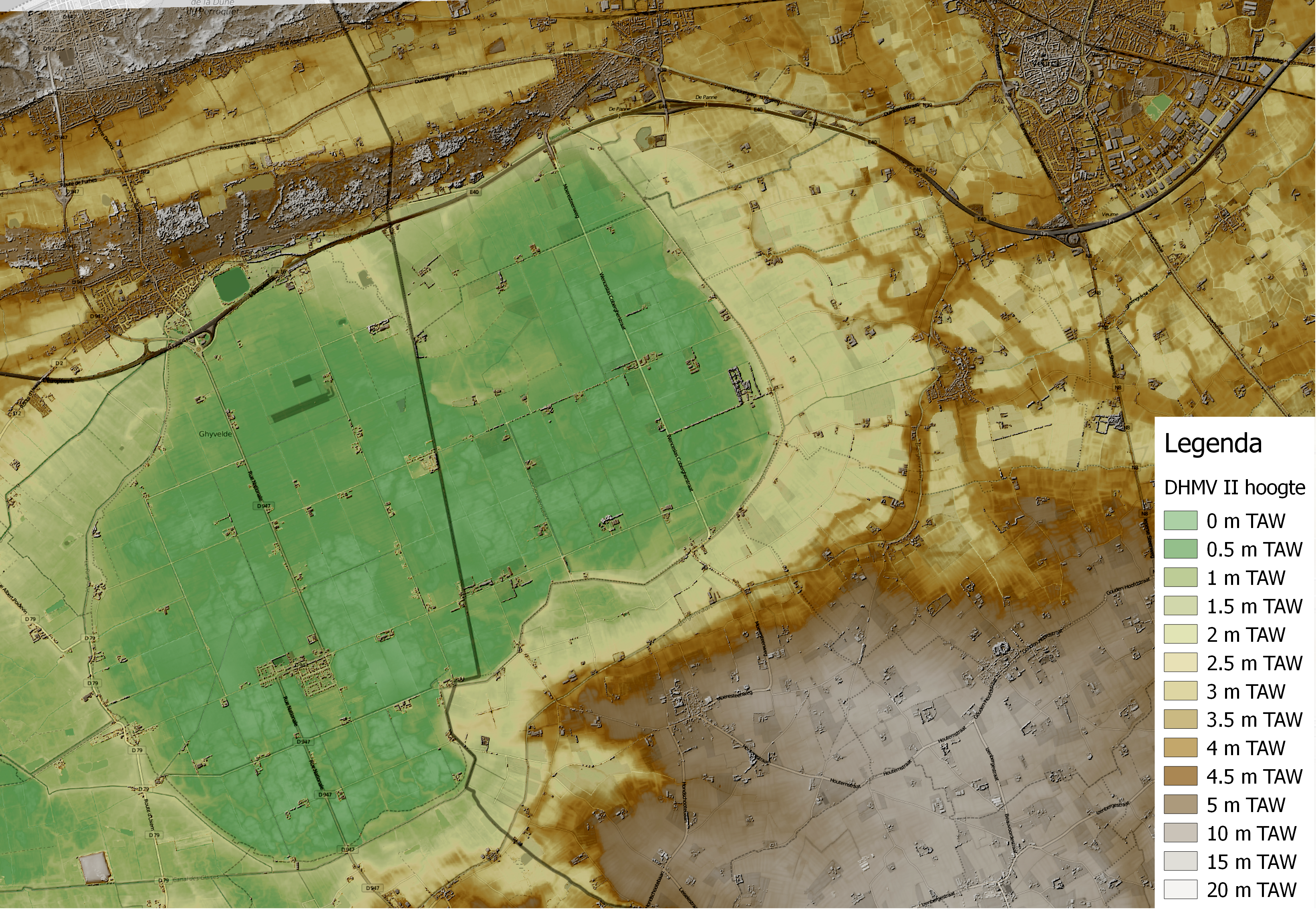
Hoogtekaart van de Moeren, op de grens van België en Frankrijk

Een van de schuldeisers van d'Hérouvilles compagnie, de Hollander Vandermey, waagde vanaf 1780 een derde poging tot inpoldering, maar door grote problemen met de afwatering (het afwateringskanaal was inmiddels afgesloten) was ook hij niet succesvol. De gebroeders Herwyn wel: zij hadden een klein deel van De Moeren dat niet tot de concessie van Vandermey behoorde, succesvol ingepolderd. Vandermey sloot daarop in 1787 een contract met hen om ook de rest in te polderen en dit lukte wonderwel. Dijkbreuken volgden in 1793 en 1798, maar het gebied kon telkens snel worden drooggemalen. Toen de concessie van Vandermey in 1800 afliep, nam de Franse staat het beheer over. Zij herstelde in 1808 het oorspronkelijke afwateringskanaal en in 1826 was de derde drooglegging definitief ten einde. Enkel in de Tweede Wereldoorlog, in 1940 door de geallieerden en in 1944 door de Duitsers, werd het gebied wederom onder water gezet. Doordat hierbij zout water gebruikt was, moesten nadien massale kalkuitstrooiingen de vruchtbaarheid van De Moeren herstellen. In 1950 volgde de laatste drooglegging. De polder werd zo weer met ruim twee meter onder gemiddeld zeeniveau de diepste polder van België.

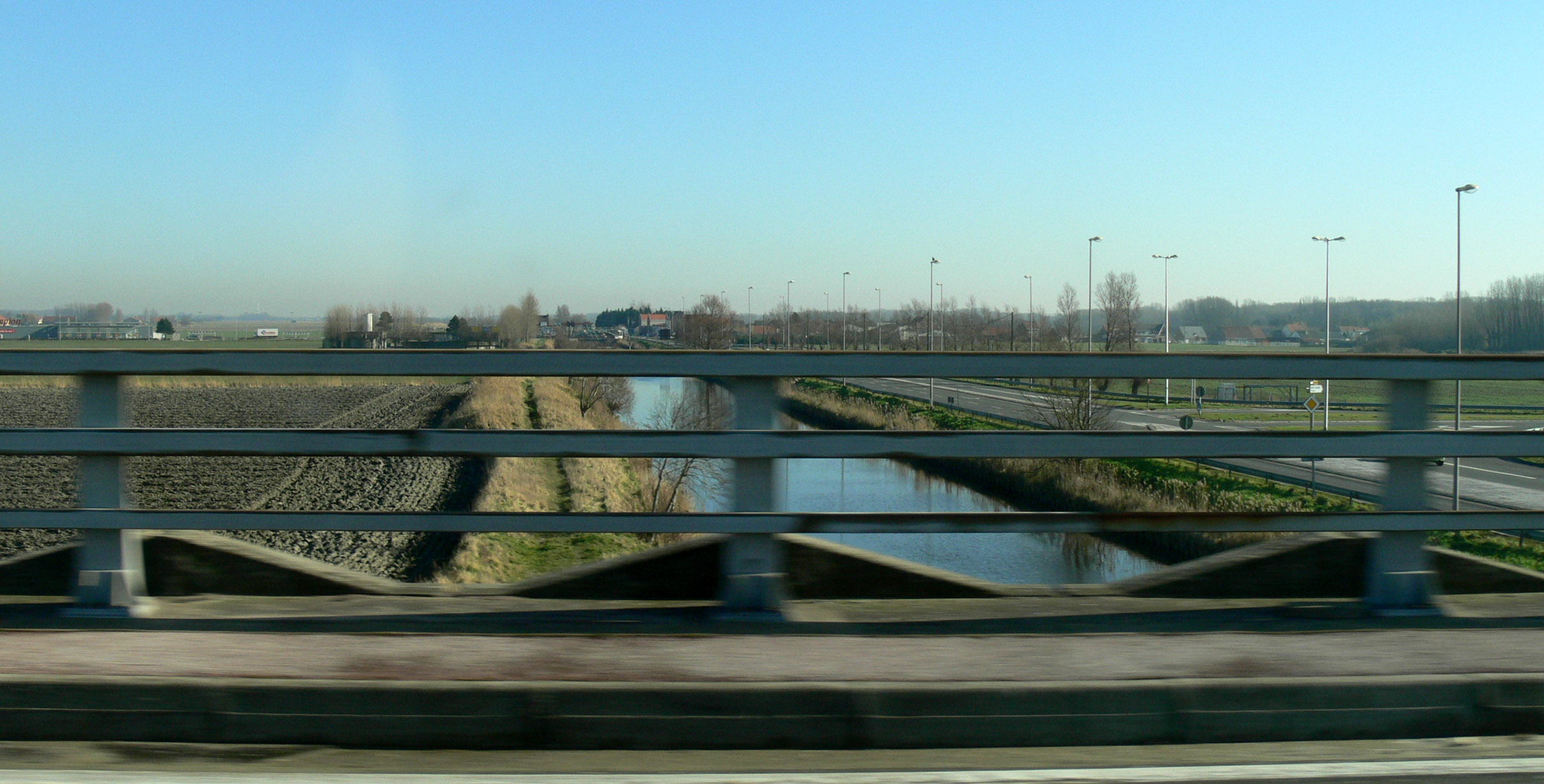
De moeren vormen een uitgebreid poldergebied, gedraineerd door een netwerk van weteringen (Frans- watringues) genaamd
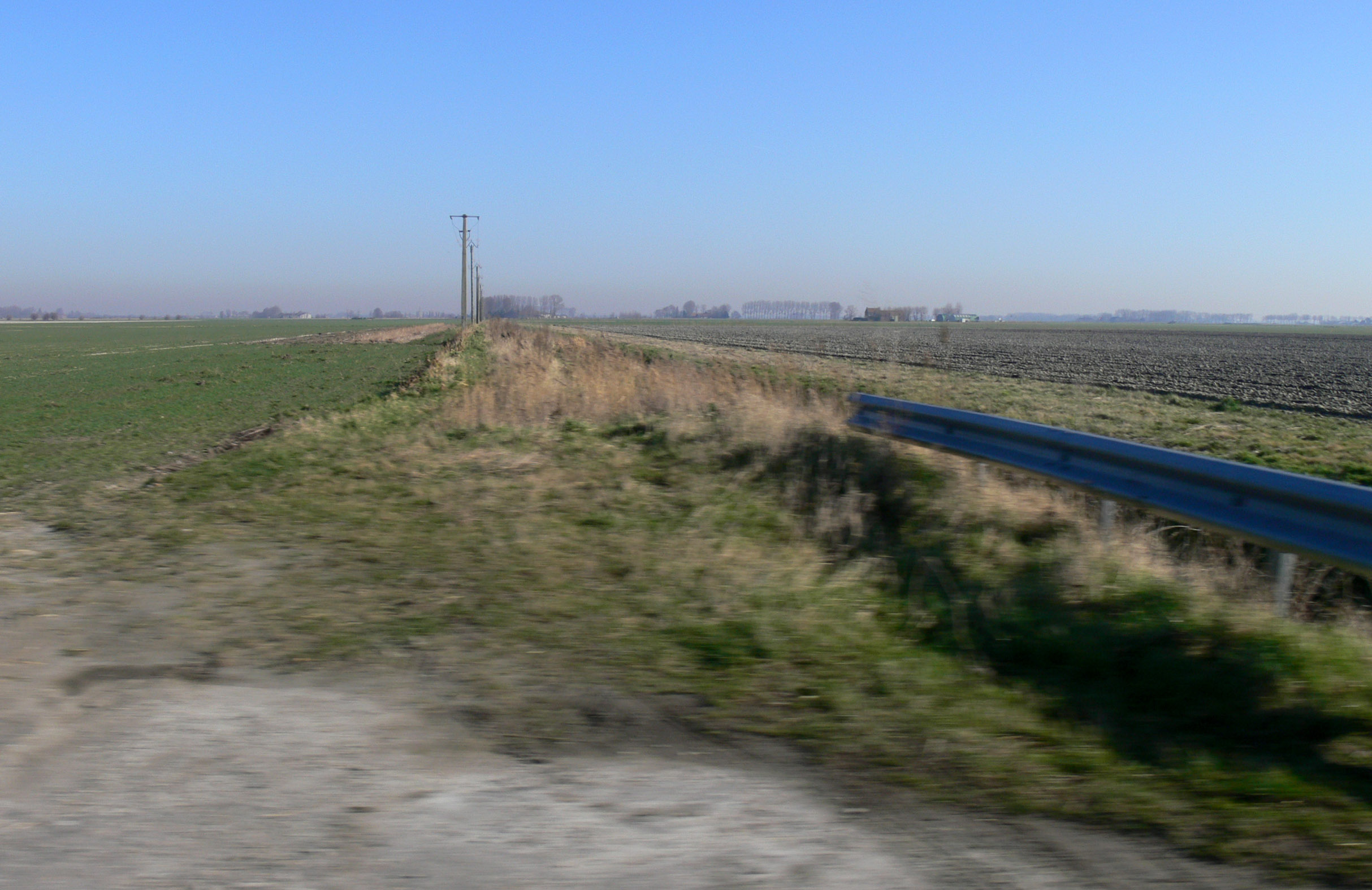
De grijze kleur van de bodem is aan het hoog zandgehalte te wijten.